# Кейла (водопад)
Кейла — водопад в Эстонии в волости Кейла уезда Харьюмаа на реке Кейла в посёлке Кейла-Йоа. Высота водопада составляет 6 метров, ширина — 70 метров; по своей мощности этот водопад уступает только водопадам Нарва и Ягала.
Недалеко от водопада находится парк, а в 1833 году по проекту Андрея Ивановича Штакеншнейдера была построена мыза Кейла-Йоа, принадлежавшая Александру фон Бенкендорфу. Позднее стала известна как замок Фалль. Дорога из парка к водопаду проходит вдоль русла реки через два моста.
У местных жителей есть традиция посещать водопад в день свадьбы, где они прикрепляют замки к перилам моста со своими именами, после чего ключ от замка бросают в водопад.